# Gaga
Gaga, rod papratnjača iz porodice bujadovki (Pteridaceae) raširen po jugozapadu SAD-a, Meksiku i Srednjoj Americi. Ovaj rod sadrži bivšu skupinu-Cheilanthes marginata koja je srodna Aspidotisu. U bazi podataka na popisu je 18 vrsta.
Rod je opisan 2012.

## Vrste
1. Gaga angustifolia (Kunth) Fay W.Li & Windham
2. Gaga apiacea (Mickel) Fay W.Li & Windham
3. Gaga arizonica (Maxon) Fay W.Li & Windham
4. Gaga chaerophylla (M.Martens & Galeotti) Fay W.Li & Windham
5. Gaga complanata (A.R.Sm.) Fay W.Li & Windham
6. Gaga cuneata (Kaulf. ex Link) Fay W.Li & Windham
7. Gaga decomposita (Willd.) Fay W.Li & Windham
8. Gaga decurrens (Mickel) Fay W.Li & Windham
9. Gaga germanotta Fay W.Li & Windham
10. Gaga harrisii (Maxon) Fay W.Li & Windham
11. Gaga hintoniorum (Mendenh. & G.L.Nesom) Fay W.Li & Windham
12. Gaga hirsuta (Link) Fay W.Li & Windham
13. Gaga kaulfussii (Kunze) Fay W.Li & Windham
14. Gaga marginata (Kunth) Fay W.Li & Windham
15. Gaga membranacea (Davenp.) Fay W.Li & Windham
16. Gaga monstraparva Fay W.Li & Windham
17. Gaga pellaeopsis (Mickel) Fay W.Li & Windham
18. Gaga purpusii (T.Reeves) Fay W.Li & Windham

## Sinonimi:
- Othonoloma Link, nije valjano objavljeno